# Михайло Іван Петрович
Михайло Іван Петрович (14 травня 1955, с. Завидово Мукачівського району Закарпатської області) — працівник правоохоронних органів України та службовець місцевого самоврядування, полковник міліції, голова Мукачівської районної ради.

## Біографія та освіта
Народився в сім'ї робітників.
У 1962 році пішов до першого класу Завидівської ЗОШ, де провчився до 1967 року та продовжив навчання в Свалявській школі-інтернаті, яку закінчив у 1972 році.
У 1985 році Іван Михайло закінчив інженерно-технічний факультет Львівського ордена Леніна політехнічного інституту імені Ленінського Комсомолу за спеціальністю «Автомобілі та автомобільне господарство»
З по 1996 по 1999 рр. навчався у Національній академії внутрішніх справ України за спеціальністю «Правознавство».

## Кар'єра
Михайло Іван Петрович свою трудову діяльність розпочав в 1972 році різчиком по металу заводу «Мукачівприлад».
У травні 1973 року призваний до лав Збройних Сил, де проходив службу до червня 1975 року (Бакинський округ Протиповітряної оборони).
З червня 1975 року по червень 1977 року працював токарем на заводі «Мукачівприлад»
Починаючи з червня 1977 року по грудень 2003 року працював в Управлінні внутрішніх справ Закарпатської області на різних посадах.
У грудні 2003 року вийшов на пенсію в званні полковника міліції.
З 2005 року і по теперішній час — голова Мукачівської районної ради.

## Політична діяльність
Обирався депутатом Мукачівської районної ради третього, четвертого, п"ятого, шостого скликань..

## Нагороди і відзнаки
2005 р. — нагороджений Грамотою Закарпатської обласної державної адміністрації.
06.2008 — присвоєно звання Заслуженого юриста України.

## Родина
Одружений, має двох доньок та шістьох онуків, серед яких - Софія Машіка

## Виноски
1. ↑  www.dovidka.com.ua. Михайло Іван Петрович
2. ↑  Керівництво Мукачівської районної ради. Михайло Іван Петрович. Архів оригіналу за 27 липня 2013. Процитовано 28 листопада 2012.
3. ↑  Указ Президента України від 26.06.2008 № 584/2008 «Про відзначення державними нагородами України»